# (18430) Balzac
(18430) Balzac (1994 AK16) – planetoida z grupy pasa głównego asteroid okrążająca Słońce w ciągu 3,7 lat w średniej odległości 2,39 j.a. Odkryta 14 stycznia 1994 roku.